# 鶴峴駅
鶴峴駅（ハキョンえき、학현역）は、朝鮮民主主義人民共和国の鉄道駅である。黄海南道海州市に位置している。